# Berenice (hija de Herodes Agripa I)

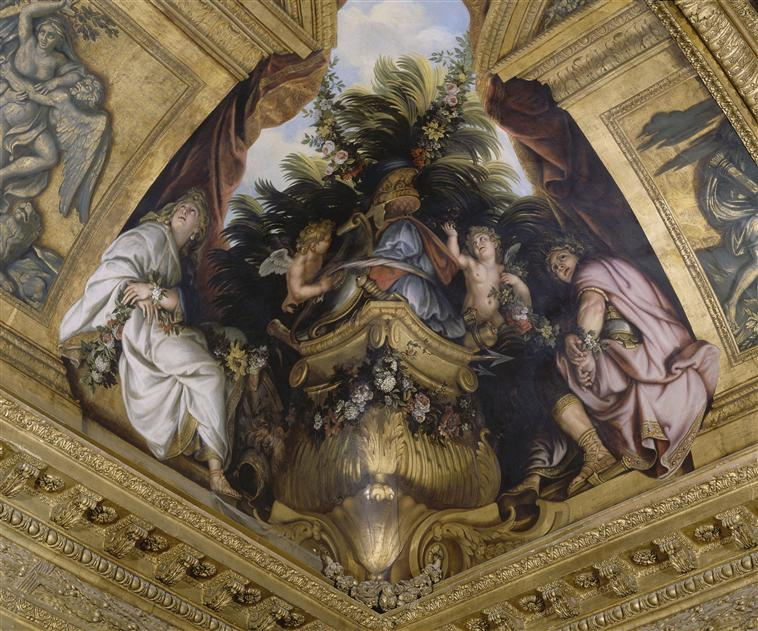
René-Antoine Houasse: Tito y Berenice; salón de Venus, apartamentos grandes del Palacio de Versalles, h. 1678.

Berenice de Cilicia, también conocida como Julia Berenice y a veces escrito Bernice (28 – ?), fue una princesa judía, hija de Herodes Agripa I y Cypros, y hermana del rey Herodes Agripa II, reina cliente del Imperio romano durante la segunda mitad del siglo I. Berenice pertenecía a la dinastía herodiana, que gobernó en la provincia romana de Judea entre 39 a. C. y 92 d. C. 
Escasos datos sobre su vida han llegado a través de Flavio Josefo, quien narró la historia del pueblo judío y escribió un relato de la gran rebelión judía de 67, además se encuentran menciones sobre ella en Tácito, Juvenal, Dion Casio y Suetonio. En los Hechos de los Apóstoles, también se la nombra. 
Desde el Renacimiento se ha hecho famosa por su tumultuosa vida amorosa, reputación que comenzó a partir de los antiguos autores romanos quienes se hicieron eco de la desconfianza contemporánea hacia las princesas orientales.
Después de una serie de matrimonios fallidos en los años 40, pasó gran parte del resto de su vida en la corte de su hermano Agripa II, entre rumores de una relación incestuosa entre ellos. Durante la primera guerra judeo-romana, comenzó una relación amorosa con Tito Flavio Vespasiano, futuro emperador. Su impopularidad entre los romanos, sin embargo, obligaron a Tito a cesar su relación con Berenice al ascender al trono en el año 79. Cuando él murió, dos años después, Berenice desaparece de la documentación histórica.

## Primeros años
Berenice nació en 28 hija de Herodes Agripa y Cypros, como bisnieta de Aristóbulo IV y tataranieta de Herodes el Grande. Su hermano mayor era Herodes Agripa II (n. 27), y sus hermanas menores eran Mariamna (n. 34) y Drusila (n. 38). Según Josefo, también hubo un hermano más joven, llamado Druso, que murió antes de entrar en la adolescencia. Su familia era parte de lo que se conoce como la dinastía herodiana, que gobernó en la provincia de Judea entre el año 39 a. C. y el 92 d. C.
Josefo habla de tres breves matrimonios de Berenice, el primero en algún momento entre el año 41 y 43, con Marco Julio Alejandro, hermano de Tiberio Julio Alejandro e hijo de Alejandro el Alabarca de Alejandría. Cuando él murió tempranamente, en el año 44, ella se casó con el hermano de su padre, Herodes de Calcis, de quien tuvo dos hijos, Bereniciano e Hircano. Cuando él murió en 48, ella vivió con su hermano Agripa durante varios años, hasta que ella se casó con Polemón II, rey de Cilicia, a quien luego abandonó. Según Josefo, Berenice requirió este matrimonio para disipar los rumores de que ella y su hermano tenían una relación incestuosa, y a Polemón se le persuadió para que accediera a esta unión debido principalmente a la riqueza de ella. Sin embargo, el matrimonio no duró y ella pronto volvió a la corte de su hermano. Josefo no es el único escritor antiguo que sugiere la existencia de una relación incestuosa entre Berenice y Agripa. Juvenal, en su sexta sátira, claramente señala que eran amantes. Si esto era cierto o no es algo que se desconoce. Berenice realmente pasó gran parte de su vida en la corte de Agripa, y según todos los relatos compartieron un poder casi idéntico. Los rumores populares pudieron verse alimentados por el hecho de que el propio Agripa nunca se casó.
Como su hermano, Berenice fue una reina cliente, a la que se permitía gobernar partes del Imperio Romano en lo que hoy es Siria. Los Hechos de los Apóstoles señala que en esta época, en 60, Pablo de Tarso apareció en su corte de Cesarea.

## Guerras judeo-romanas

### Gran rebelión judía

Mapa de la Judea del.

En 64 el emperador Nerón nombró a Gesio Floro como procurador de la provincia de Judea. Durante su administración, los judíos fueron sistemáticamente discriminados en favor de la población griega de la región. Las tensiones pronto escalaron hasta el desorden civil cuando Floro saqueó el tesoro del Templo de Jerusalén bajo el disfraz de los impuestos imperiales. Tras las revueltas, los instigadores fueron arrestados y crucificados por los romanos. Abrumada por el trato a sus compatriotas, Berenice viajó a Jerusalén en 66 para hacer personalmente una petición a Floro para que dejase a los judíos, pero él no sólo rechazó otorgarle lo que le pedía, sino que la propia Berenice casi resulta muerta durante las escaramuzas en la ciudad. Del mismo modo, el ruego que hizo al legado de Siria, Cayo Cestio Galo, no obtuvo respuesta.
Para evitar que la violencia judía se agravara, Agripa reunió a la población y les lanzó un lacrimoso discurso en compañía de su hermana, pero los judíos se enajenaron sus simpatías cuando los insurgentes quemaron sus palacios. Abandonaron la ciudad y marcharon a Galilea donde más tarde se entregaron a los romanos. Mientras tanto, Cestio Galo se trasladó a la región con la Duodécima legión, pero fue incapaz de restaurar el orden y fue derrotado en la batalla de Beth-Horon, por lo que los romanos se vieron obligados a retroceder hasta Jerusalén.
El emperador Nerón nombró entonces a Vespasiano para que aplastara la revuelta, quien llegó a Judea con las legiones Quinta y Décima en 67. Más tarde se le unió su hijo Tito en Ptolemaida, quien llevaba consigo la legión Decimoquinta. Con una fuerza de sesenta mil soldados profesionales, los romanos rápidamente barrieron Galilea y para el año 69 marcharon sobre Jerusalén.

### Relación con Tito
Fue en esta época cuando Berenice conoció y se enamoró de Tito, que tenía once años menos que ella. Los herodianos se pusieron del lado de los flavios durante el conflicto, y en un momento posterior del año 69, el Año de los cuatro emperadores—cuando el Imperio Romano vio la rápida sucesión de los emperadores Galba, Otón y Vitelio—se dice que Berenice usó toda su riqueza e influencia para apoyar a Vespasiano en su campaña para convertirse en emperador. Cuando Vespasiano fue declarado emperador el 21 de diciembre de 69, Tito quedó en Judea para terminar de aplastar la rebelión. La guerra acabó en 70 con la destrucción del Segundo Templo y el saqueo de Jerusalén, con aproximadamente un millón de muertos y 97.000 cautivos. Triunfante, Tito volvió a Roma para ayudar a su padre en el gobierno, mientras que Berenice permaneció en Judea.
Pasaron cuatro años antes de volverse a reunir, cuando ella y Agripa fueron a Roma en el año 75. No están claras las razones de esta larga ausencia, pero se ha relacionado con la posible oposición a su presencia por parte de Cayo Licinio Muciano, un aliado político del emperador Vespasiano que murió en algún momento entre el año 72 y el 78. A Agripa se le dio el rango de pretor mientras que Berenice reanudó su relación con Tito, viviendo con él en palacio y supuestamente actuando en todo momento como una esposa. El historiador antiguo Dión Casio escribe que Berenice estaba en la cumbre de su poder en esta época, y si puede demostrar en alguna medida cuán influyente era, Quintiliano narra una anécdota en sus Institutio Oratoria donde, para su asombro, se encontró defendiendo un caso por cuenta de Berenice con ella misma presidiendo como juez. El pueblo romano no obstante, percibió a esta reina oriental como una extranjera molesta, y cuando la pareja fue denunciada públicamente por los cínicos en el teatro, Tito cedió a la presión y la alejó de Roma.
Con el ascenso de Tito al trono imperial en el año 79, ella volvió a Roma, pero rápidamente la despidieron, dentro de un número de medidas populares de Tito para restaurar su reputación con el pueblo. Es posible que él pretendiera llamarla de nuevo en un momento más conveniente. Sin embargo, después de un reinado de sólo dos años, Tito murió de repente el 13 de septiembre del año 81.
No se sabe qué ocurrió después con Berenice tras su última despedida de Roma. Su hermano Agripa murió alrededor del año 92, y con él llegó a su fin la dinastía herodiana.
En la historia moderna, sus aspiraciones como potencial emperatriz de Roma han llevado a que se la describa como «una Cleopatra en miniatura».

## Berenice en el arte
Desde el siglo XVII hasta la época actual, ha habido una larga tradición de obras de arte (novelas, dramas, óperas, etc.) dedicadas a Berenice y su asunto con el emperador romano Tito. Entre ellas, debe incluirse:
- Lettres de Bérénice à Titus (1642), una novela en francés de Madeleine de Scudéry;
- Bérénice (1648-50), una novela en francés de Jean Regnauld de Segrais;
- Tite (1660), un drama en francés de Jean Magnon;
- Il Tito (1666), una ópera en italiano de Antonio Cesti (música) y Nicolò Beregan (libreto);
- Bérénice (1670), un drama en francés de Jean Racine;

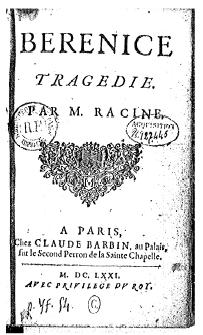
Portada de Bérénice de Racine, 1671.

- Tite et Bérénice (1670), un drama en francés de Pierre Corneille;
- Titus and Berenice (1676), un drama en inglés de Thomas Otway;
- Tito e Berenice (1714), una ópera en italiano de Antonio Caldara (música) y Carlo Sigismondo Capace (libreto);
- Berenice (1725), una ópera en italiano de Giuseppe Maria Orlandini (música) y Benedetto Pasqualigo (libreto). También musicada por Niccolò Vito Piccinni (1766);
- Tito e Berenice (1776), una ópera en italiano de Raimondo Mei (música) y Carlo Giuseppe Lanfranchi-Rossi (libreto);
- Tito e Berenice (1782), un ballet de Paolino Franchi (cor.);
- Tito; o, La partenza di Berenice (1790), un ballet de Domenico Maria Gaspero Angiolini (música y cor.);
- Tito e Berenice (1793), una ópera en italiano de Sebastiano Nasolini (mús.) y Giuseppe Maria Foppa (libreto);
- Tito che abbandona Berenice (1828), una pintura de Giuseppe Bezzuoli;
- Titus et Bérénice (1860), una ópera en francés de Leon-Gustave-Cyprien Gastinel (música) y Edouard Fournier (libreto);
- Berenice (1890), una novela en alemán de Heinrich Vollrat Schumacher;
- Bérénice (1909), una ópera en francés de Albéric Magnard (música y libreto);
- Titus und die Jüdin (1911), una obra de teatro en alemán de Hans Kyser;
- Lost Diaries: From the Diary of Emperor Titus (1913), una novela en inglés de Maurice Baring;
- Bérénice, l’Hérodienne (1919), una obra de teatro en francés de Albert du Bois;
- Bérénice (1920), música incidental de Marcel Samuel-Rousseau;
- Berenice (1922), una obra de teatro en inglés de John Masefield;
- Bérénice (1934), una parodia en francés de Noel Ouden;
- Berinikah (1945), un drama en hebreo de Eisig Silberschlag y Carl de Haas;
- Le reine de Césarée (1954), una obra de teatro en francés de Robert Brasillach;
- Berenice, Princess of Judea (1959), una novela en inglés de Leon Kolb;
- Mission to Claudies (1963), una novela en inglés de Leon Kolb;
- Agrippa’s Daughter (1964), una novela en inglés de Howard Melvin Fast;
- La pourpre de Judée: ou, Les délices du genre humain (1967), una novela en francés de Maurice Clavel;
- Bérénice (1968), una película para televisión francesa de Piere-Alain Jolivet;
- Tito y Berenice (1970), una obra de teatro en español de Rene Marques;
- Bérénice (1983), una película para televisión francesa de Raoul Ruiz.

La historia de amor entre Berenice y Tito también es la premisa de La clemenza di Tito (1734), una ópera italiana de Antonio Caldara (música) y Pietro Metastasio (libreto), más tarde musicada por más de cuarenta compositores posteriores, entre ellos Johann Adolph Hasse (1735), Giuseppe Arena (1738), Francesco Corradini (1747), Christoph Willibald Gluck (1752), Andrea Adolfati (1753), Niccolò Jommelli (1753), Ignaz Holzbauer (1757), Vincenzo Legrenzio Ciampi (1757), Gioacchino Cocchi (1760), Marcello Bernardini (1768), Andrea Bernasconi (1768), Pasquale Anfossi (1769), Wolfgang Amadeus Mozart (1791) y Franz Joseph Haydn (1795). Más recientemente se usó como telón de fondo de las novelas de Caroline Lawrence Los asesinos de Roma y Los enemigos de Júpiter. Lindsey Davis lo menciona, aunque sin hacer de ello la trama central en novelas como Saturnalia.